# Бага (цар Мавретанії)
Бага (бербер. ⵀⴳⴰ; д/н — бл. 206 до н. е.) — цар Мавретанії в 226—206 роках до н. е.

## Життєпис
Відомостей про нього обмаль, згадується у Плінія, Тита Лівія. Ймовірно успадкував царську владу над західними мавретанськими племенами. Завершив перетворення протодержави на повноцінне царство. Його столицею була Шелла. Зміцнив торгівлю з прибережними фінікійськими містами. Зазнавав на півдні тиску берберських племен гетулів.
На початку Другої пунічної війни підтримував Карфаген, надавши тому війська, слонів та спорядження. Втім після невдач карфагенян на піренейському півострові почав орієнтуватися на Рим. 206 року до н. е. надав 4 тис. вояків Масиніссі, вождю масилів, що виступив проти прокарфагенського царя Нумідії Сіфакса. Невдовзі помер. Йому спадкував Бокхар.